# 沃洛德米爾齊
49°14′19″N 24°14′58″E / 49.23861°N 24.24944°E
沃洛德米爾齊（烏克蘭語：Володимирці），是烏克蘭西部利沃夫州斯特雷區茹拉夫諾市鎮的村落。面積1.39平方公里，海拔高度247米，2021年人口764，人口密度每平方公里700人。